# Melanophryniscus
Melanophryniscus es un género de anfibios de la familia Bufonidae nativo de Argentina, el sur de Bolivia, Brasil, Paraguay y Uruguay.

## Especies
En enero de 2016 se reconocen las siguientes especies según ASW:
| Nombre binomial                   | Autor                                                                              | Sinónimos |
| --------------------------------- | ---------------------------------------------------------------------------------- | --- |
| Melanophryniscus admirabilis      | Di-Bernardo, Maneyro & Grillo, 2006                                                | |
| Melanophryniscus alipioi          | Langone, Segalla, Bornschein & de Sá, 2008                                         | |
| Melanophryniscus atroluteus       | (Miranda-Ribeiro, 1920)                                                            | Melanophryniscus stelzneri atroluteus (Gallardo, 1961) |
| Melanophryniscus biancae          | Corrêa, Morato, & Pie, 2015                                                        | |
| Melanophryniscus cambaraensis     | Braun & Braun, 1979                                                                | |
| Melanophryniscus cupreuscapularis | Céspedez & Álvarez, 2000                                                           | |
| Melanophryniscus devincenzii      | Klappenbach, 1968                                                                  | |
| Melanophryniscus dorsalis         | (Mertens, 1933)                                                                    | Melanophryniscus stelzneri dorsalis (Gallardo, 1961) |
| Melanophryniscus estebani         | Céspedez, 2008                                                                     | |
| Melanophryniscus fulvoguttatus    | (Mertens, 1937)                                                                    | Melanophryniscus stelzneri fulvoguttatus (Gallardo, 1961) |
| Melanophryniscus klappenbachi     | Prigioni & Langone, 2000                                                           | |
| Melanophryniscus krauczuki        | Baldo & Basso, 2004                                                                | |
| Melanophryniscus langonei         | Maneyro, Naya & Baldo, 2008                                                        | |
| Melanophryniscus macrogranulosus  | Braun, 1973                                                                        | |
| Melanophryniscus milanoi          | Bornschein, Firkowski, Baldo, Ribeiro, Belmonte-Lopes, Corrêa, Morato, & Pie, 2015 | |
| Melanophryniscus montevidensis    | (Philippi, 1902)                                                                   | Melanophryniscus stelzneri montevidensis (Klappenbach, 1968) |
| Melanophryniscus moreirae         | (Miranda-Ribeiro, 1920)                                                            | |
| Melanophryniscus pachyrhynus      | (Miranda-Ribeiro, 1920)                                                            | |
| Melanophryniscus paraguayensis    | Céspedez & Motte, 2007                                                             | |
| Melanophryniscus peritus          | Caramaschi & Cruz, 2011                                                            | |
| Melanophryniscus rubriventris     | (McDiarmid, 1971)                                                                  | Melanophryniscus rubriventris rubriventris (Laurent, 1973) Melanophryniscus rubriventris toldosensis (Laurent, 1973) Melanophryniscus rubriventris subconcolor (Laurent, 1973) |
| Melanophryniscus sanmartini       | Klappenbach, 1968                                                                  | |
| Melanophryniscus setiba           | Peloso, Faivovich, Grant, Gasparini & Haddad, 2012                                 | |
| Melanophryniscus simplex          | Caramaschi & Cruz, 2002                                                            | |
| Melanophryniscus spectabilis      | Caramaschi & Cruz, 2002                                                            | |
| Melanophryniscus stelzneri        | (Weyenbergh, 1875)                                                                 | Melanophryniscus stelzneri stelzneri (Gallardo, 1961) |
| Melanophryniscus tumifrons        | (Boulenger, 1905)                                                                  | |
| Melanophryniscus vilavelhensis    | Steinbach-Padilha, 2008)                                                           | |
| Melanophryniscus xanthostomus     | Bornschein, Firkowski, Baldo, Ribeiro, Belmonte-Lopes, Corrêa, Morato, & Pie, 2015 | |

## Publicación original
- Gallardo, 1961 : Nuevo género de Brachycephalidae (Amphibia Anura). Neotropica, La Plata, vol. 7, pp. 71-72.